# Kreis Röbel/Müritz
| Basisdaten                                      | Basisdaten                                  |
| ----------------------------------------------- | ------------------------------------------- |
| Bezirk der DDR                                  | Neubrandenburg                              |
| Kreisstadt                                      | Röbel/Müritz                                |
| Fläche                                          | 544 km² (1989)                              |
| Einwohner                                       | 17.536 (1989)                               |
| Bevölkerungsdichte                              | 32 Einwohner/km² (1989)                     |
| Kfz-Kennzeichen                                 | C (1953–1990) CM (1974–1990) RM (1991–1994) |
|                                                 |                                             |
| Der Kreis Röbel/Müritz im Bezirk Neubrandenburg |                                             |

Der Kreis Röbel/Müritz war ein Landkreis im Bezirk Neubrandenburg der DDR. Von 1990 bis 1994 bestand er als Landkreis Röbel/Müritz im Land Mecklenburg-Vorpommern fort. Sein Gebiet gehört heute zum Landkreis Mecklenburgische Seenplatte in Mecklenburg-Vorpommern. Der Sitz der Kreisverwaltung befand sich in Röbel/Müritz.

## Geografie

### Lage
Der Kreis Röbel/Müritz lag im Gebiet der Mecklenburgischen Seenplatte und grenzte an den Plauer See, an die Müritz, an den Kölpinsee und die Dosse, die westlich die Grenze zu Brandenburg markierte. Die Quelle der Elde lag im Kreisgebiet.

### Größte Orte
Der Kreis hatte sowohl die niedrigste Einwohnerzahl als auch die niedrigste Bevölkerungsdichte aller Kreise der DDR, allein Röbel/Müritz hatte Stadtrecht. Die größten Orte des Kreises neben der Kreisstadt Röbel waren die Gemeinden Altenhof, Bollewick, Bütow, Fincken, Göhren-Lebbin, Leizen, Ludorf, Sietow, Stuer, Vipperow und Wredenhagen.

### Nachbarkreise
Der Kreis Röbel grenzte im Uhrzeigersinn im Norden beginnend an die Kreise Waren, Neustrelitz, Wittstock und Lübz.

## Geschichte
Am 25. Juli 1952 kam es in der DDR zu einer umfangreichen Verwaltungsreform, bei der unter anderem die Länder der DDR ihre Bedeutung verloren und neue Bezirke eingerichtet wurden.  Aus Teilen des damaligen Landkreises Waren wurde der neue Kreis Röbel/Müritz mit Sitz in Röbel/Müritz gebildet. Der Kreis wurde dem neugebildeten Bezirk Neubrandenburg zugeordnet. Am 1. Januar 1957 wurde die Gemeinde Göhren aus dem Kreis Waren mit der Gemeinde Lebbin zur Gemeinde Göhren-Lebbin zusammengeschlossen. Am 1. Januar 1974 wechselte die Gemeinde Knüppeldamm aus dem Kreis Waren in den Kreis Röbel/Müritz und wurde nach Fincken eingemeindet.
Am 17. Mai 1990 wurde aus dem Kreis der Landkreis Röbel/Müritz. Anlässlich der Wiedervereinigung der beiden deutschen Staaten wurde der Landkreis Röbel/Müritz dem wiedergegründeten Land Mecklenburg-Vorpommern zugesprochen. Bei der ersten Kreisgebietsreform in Mecklenburg-Vorpommern, die am 12. Juni 1994 in Kraft trat, ging er mit dem Landkreis Waren und Teilen des Landkreises Neustrelitz im neuen Landkreis Müritz auf.

### Einwohnerentwicklung
| Jahr      | 1960   | 1971   | 1981   | 1989   |
| Einwohner | 19.209 | 19.144 | 17.987 | 17.536 |

## Wirtschaft
Die Wirtschaft des Kreises war überwiegend von der Landwirtschaft geprägt, die in den Dörfern in den Landwirtschaftlichen Produktionsgenossenschaften und Volkseigenen Gütern viele Arbeitsplätze bot. Industriebetriebe waren selten und in der Regel in Verarbeitung landwirtschaftlicher Produkte bzw. in der landwirtschaftlichen Vorstufe tätig.
Bedeutende Betriebe waren unter anderem:
- Landwirtschaftliche Vorstufe
  - KfL – Kreisbetrieb für Landtechnik, Röbel
  - ACZ – Agrochemisches Zentrum, Röbel
  - Meliorationsgenossenschaft, Röbel
- Verarbeitungsbetriebe
  - VEB Getreidewirtschaft, Röbel
  - VEB Walzenmühle, Röbel
  - VEB OGS – Obst, Gemüse und Speisekartoffeln in Röbel
  - VEB Getränkekombinat, Betriebsteil Darze
- Industriebetriebe
  - TIW – Teterower Industriewerke, Betrieb Röbel

## Verkehr
Der Kreis Röbel/Müritz war durch die Autobahn Berliner Ring–Rostock in das Autobahnnetz der DDR eingebunden. Dem überregionalen Straßenverkehr dienten außerdem die F 198 von Plau am See über Leizen und Vipperow nach Neustrelitz und die F 192 von Malchow über Sietow nach Waren.
Als einziger Kreis der DDR hatte der Kreis Röbel/Müritz seit 1966 keinen Anschluss an den schienengebundenen Personennahverkehr der DDR.

## Städte und Gemeinden
Am 3. Oktober 1990 gehörten folgende 32 Gemeinden zum Landkreis Röbel:
| Schlüssel-Nr. | Gemeinde      |             | Schlüssel-Nr.       | Gemeinde |
| 13 0 30 010   | Altenhof      | 13 0 30 190 | Ludorf              |          |
| 13 0 30 020   | Bollewick     | 13 0 30 200 | Massow              |          |
| 13 0 30 030   | Buchholz      | 13 0 30 210 | Melz                |          |
| 13 0 30 040   | Bütow         | 13 0 30 220 | Minzow              |          |
| 13 0 30 050   | Fincken       | 13 0 30 230 | Penkow              |          |
| 13 0 30 060   | Göhren-Lebbin | 13 0 30 250 | Priborn             |          |
| 13 0 30 070   | Gotthun       | 13 0 30 260 | Röbel/Müritz, Stadt |          |
| 13 0 30 080   | Grabow-Below  | 13 0 30 280 | Rogeez              |          |
| 13 0 30 090   | Groß Kelle    | 13 0 30 290 | Satow               |          |
| 13 0 30 100   | Grüssow       | 13 0 30 300 | Sietow              |          |
| 13 0 30 110   | Jaebetz       | 13 0 30 310 | Stuer               |          |
| 13 0 30 120   | Kambs         | 13 0 30 320 | Vipperow            |          |
| 13 0 30 140   | Kieve         | 13 0 30 330 | Walow               |          |
| 13 0 30 160   | Kogel         | 13 0 30 350 | Wredenhagen         |          |
| 13 0 30 170   | Leizen        | 13 0 30 360 | Zepkow              |          |
| 13 0 30 180   | Lexow         | 13 0 30 380 | Zislow              |          |

Ehemalige Gemeinden
- Below, am 1. Januar 1957 zu Grabow-Below
- Dambeck, am 1. April 1959 zu Bütow
- Dammwolde, am 1. Januar 1957 zu Jaebetz
- Darze, am 1. Januar 1957 zu Altenhof
- Göhren, am 1. Januar 1957 zu Göhren-Lebbin
- Grabow, am 1. Januar 1957 zu Grabow-Below
- Karbow, am 1. Januar 1972 zu Melz
- Kisserow, am 1. April 1959 zu Penkow
- Lebbin, am 1. Januar 1957 zu Göhren-Lebbin
- Neu Stuer, am 1. Januar 1957 zu Stuer
- Poppentin, am 1. Januar 1974 zu Göhren-Lebbin
- Roez, am 1. Januar 1974 zu Göhren-Lebbin
- Solzow, am 1. April 1960 zu Vipperow
- Wackstow, am 1. Januar 1957 zu Dambeck
- Wildkuhl, am 1. April 1959 zu Kambs
- Woldzegarten, am 1. Januar 1974 zu Minzow
- Zielow, am 1. Januar 1970 zu Ludorf

## Kfz-Kennzeichen
Den Kraftfahrzeugen (mit Ausnahme der Motorräder) und Anhängern wurden von etwa 1974 bis Ende 1990 dreibuchstabige Unterscheidungszeichen, die mit dem Buchstabenpaar CM begannen, zugewiesen. Die letzte für Motorräder genutzte Kennzeichenserie war CU 60-01 bis CU 85-00.
Anfang 1991 erhielt der Landkreis das Unterscheidungszeichen RM. Es wurde bis zum 11. Juni 1994 ausgegeben. Seit dem 18. März 2013 ist es im Landkreis Mecklenburgische Seenplatte erhältlich.